# فرودگاه وست مزا
فرودگاه وست مزا   (به انگلیسی: West Mesa Airport)  یک فرودگاه همگانی   است که یک باند فرود  ماسه دارد و طول باند آن ۱۶۴۶ متر است. این فرودگاه در شهر آلبوکرکی کشور ایالات متحده آمریکا قرار دارد و در ارتفاع ۱۵۵۵ متری از سطح دریا واقع شده است.